# 趙正哲

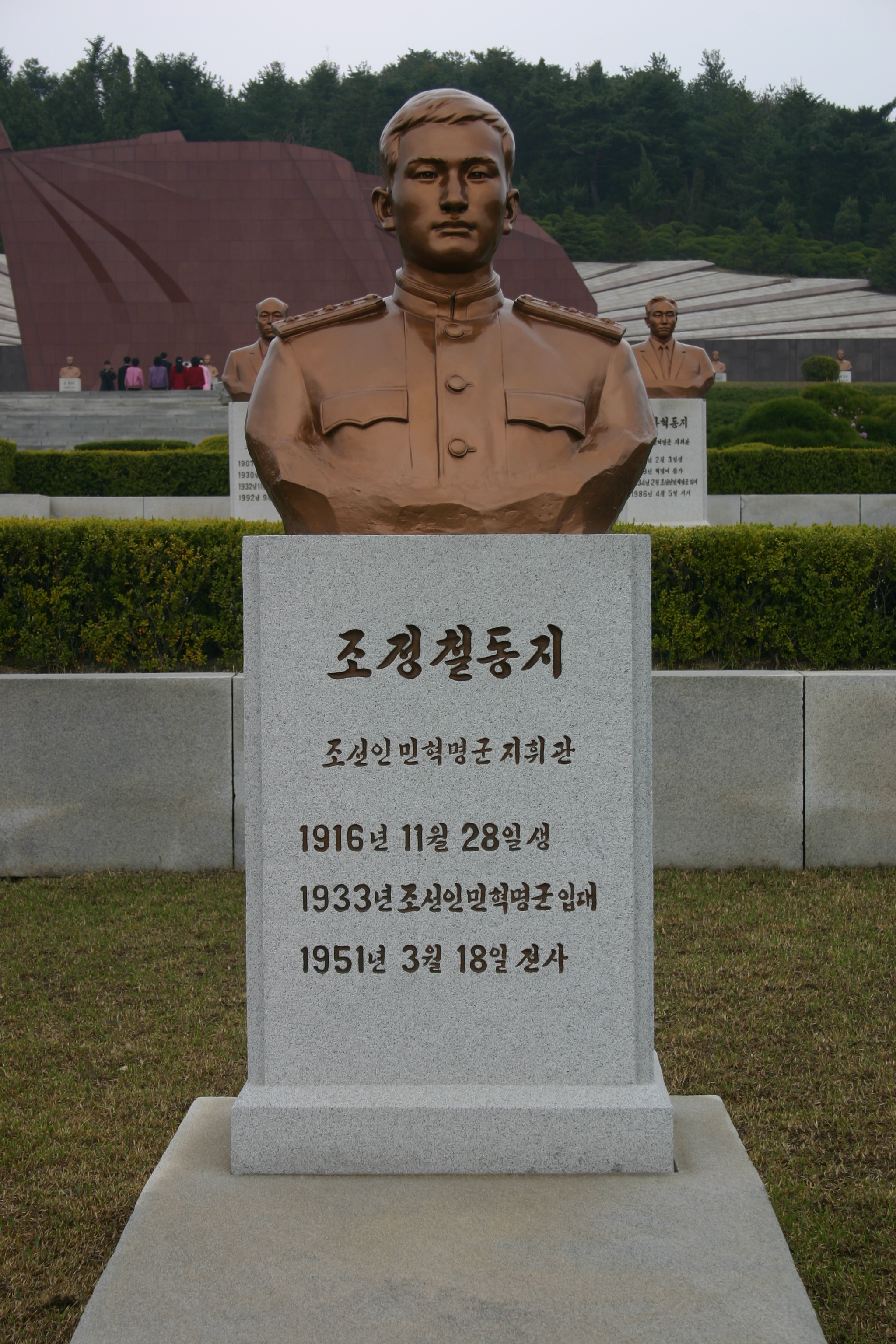
趙正哲の墓碑（大城山革命烈士陵）

趙 正哲（チョ・ジョンチョル、조정철、1916年 - 1951年3月）は、朝鮮半島の独立運動家・共産主義者、朝鮮民主主義人民共和国の政治家・軍人。
咸鏡南道徳城郡出身。徳成学校中学校課程修了。学生運動で逮捕されて出獄した後、1933年の春に抗日パルチザンに身を投じ、東北人民革命軍第2師第1団で活動。1935年には安図県一帯で戦闘した。1936年、東北抗日連軍第2軍第4師隊員。1937年5月、茂山地区での国内進攻作戦に中隊長として参加し、その年の間は在満韓人祖国光復会員として咸鏡北道一帯で活動した。1939年7月末に抗連第1路軍第3方面軍第13団政治委員となった。1940年、第3方面軍警衛旅第2団政治委員。同年11月入ソ。
解放後の1946年、保安幹部等に政治軍事教育を行う平壌学院の創設を安吉らとともに主導し、平壌学院政治副院長を務める。また、清津海洋大学学長、海軍軍官学校政治副校長などを務め朝鮮人民軍海軍の創建にも関与した。1949年2月、第3級国旗勲章受章。朝鮮戦争では朝鮮人民軍南海旅団（この部隊は元山市松島に駐留していた海軍陸戦隊を改編したもの）政治委員を務めたが、後退に失敗したため南部での遊撃戦に転じ、1951年3月全羅南道長興郡有治地区において戦死。この時に旅団長李青松も戦死した。